# Поверие за белия вятър
„Поверие за белия вятър“ е български игрален филм (драма) от 1989 година на режисьора Никола Корабов, по сценарий на Никола Корабов и Валентин Пламенов, по мотиви от разкази на Валентин Пламенов. Оператор е Иван Тонев. Музиката във филма е композирана от Симо Лазаров.

## Сюжет
Малък провинциален град с неговото спокойно ежедневие. В паметта на местните жители живее легендата за белия вятър, мечтата по недостижимото, доброто и красотата. Трима мъже ги свързва споменът за младостта, любовта към градската красавица, която така и никой не е спечелил...

## Актьорски състав
- Ева Салацка – Жената
- Веселин Цанев
- Коста Карагеоргиев – Тенката, оператор
- Тодор Колев
- Антон Радичев – Канеларов
- Камелия Недкова
- Марин Младенов
- Пламен Сираков
- Георги Новаков - Коро
- Стоян Алексиев
- Тодор Анастасов